# SLC17A3
SLC17A3 (англ. Solute carrier family 17 member 3) – білок, який кодується однойменним геном, розташованим у людей на короткому плечі 6-ї хромосоми. Довжина поліпептидного ланцюга білка становить 420 амінокислот, а молекулярна маса — 46 106.
| 10         |  | 20         |  | 30         |  | 40         |  | 50         |
| ---------- |  | ---------- |  | ---------- |  | ---------- |  | ---------- |
| MATKTELSPT |  | ARESKNAQDM |  | QVDETLIPRK |  | VPSLCSARYG |  | IALVLHFCNF |
| TTIAQNVIMN |  | ITMVAMVNST |  | SPQSQLNDSS |  | EVLPVDSFGG |  | LSKAPKSLPA |
| KSSILGGQFA |  | IWEKWGPPQE |  | RSRLCSIALS |  | GMLLGCFTAI |  | LIGGFISETL |
| GWPFVFYIFG |  | GVGCVCCLLW |  | FVVIYDDPVS |  | YPWISTSEKE |  | YIISSLKQQV |
| GSSKQPLPIK |  | AMLRSLPIWS |  | ICLGCFSHQW |  | LVSTMVVYIP |  | TYISSVYHVN |
| IRDNGLLSAL |  | PFIVAWVIGM |  | VGGYLADFLL |  | TKKFRLITVR |  | KIATILGSLP |
| SSALIVSLPY |  | LNSGYITATA |  | LLTLSCGLST |  | LCQSGIYINV |  | LDIAPRYSSF |
| LMGASRGFSS |  | IAPVIVPTVS |  | GFLLSQDPEF |  | GWRNVFFLLF |  | AVNLLGLLFY |
| LIFGEADVQE |  | WAKERKLTRL |  |            |  |            |  |            |

A: Аланін

C: Цистеїн

D: Аспарагінова кислота

E: Глутамінова кислота

F: Фенілаланін

G: Гліцин

H: Гістидин

I: Ізолейцин

K: Лізин

L: Лейцин

M: Метіонін

N: Аспарагін

P: Пролін

Q: Глутамін

R: Аргінін

S: Серин

T: Треонін

V: Валін

W: Триптофан

Задіяний у таких біологічних процесах, як транспорт іонів, транспорт, транспорт натрію, симпортний транспорт, альтернативний сплайсинг. 
Білок має сайт для зв'язування з іоном натрію. 
Локалізований у клітинній мембрані, мембрані, ендоплазматичному ретикулумі.